# シフェロセラス
シフェロセラス（学名 : Xipheroceras）は、エオデロセラス科に属する前期ジュラ紀に生息したアンモナイトの属で、属名が由来となっているシフェロセラス亜科に分類されることもある。ヨーロッパの後期シネムーリアンの堆積物から発見されており、ボルネオ島のシネムーリアン階から産出した化石にも本属に属する可能性があるものがある。
シフェロセラスはBuckman (1911)により命名された。本属は縮閉線型の殻を持ち、すべての渦がはっきりと露出しており、背側（内側の湾曲部）にごくわずかに印象があるだけである。内側と中間の渦には強い肋があり、外側の端には大きな棘がある。外側の渦はより密集した単純な肋骨を持つ。